# 무핑윗수염박쥐
무핑윗수염박쥐(Submyotodon moupinensis)는 애기박쥐과 수브미토돈속에 속하는 박쥐이다. [[중국] ]남부에서 발견된다.

## 특징
작은 박쥐로 머리부터 몸까지 길이가 40mm, 전완장이 33mm이다. 꼬리 길이는 38mm, 발 길이는 7.5mm, 귀 길이는 12mm이다. 털은 길며 광택이 난다. 등 가운데는 갈색과 노란색을 띠고 옆구리 쪽은 짙은 갈색과 검은색을 띠는 반면에 배 쪽은 회색이다.

## 분포 및 서식지
중국 쓰촨성과 윈난성에서 서식한다.

## 생태
먹이는 곤충이다. 5월과 6월에 임신한 암컷이 발견된다.

## 계통 분류
다음은 윗수염박쥐아과의 계통 분류이다.

|  | 톰스윗수염박쥐, 무핑윗수염박쥐 |
|  |                                |
|  | 넓은주둥이윗수염박쥐           |
|  |                                |

|  | 대부분의 신북구 분류군                                                                          |
|  |                                                                                                 |
|  | \| \| 브란트박쥐, 우수리윗수염박쥐 \| \| \| \| \| \| 신열대구 및 일부 신북구 분류군 \| \| \| \| |
|  |                                                                                                 |
|  | 브란트박쥐, 우수리윗수염박쥐                                                                    |
|  |                                                                                                 |
|  | 신열대구 및 일부 신북구 분류군                                                                  |
|  |                                                                                                 |

|  | 브란트박쥐, 우수리윗수염박쥐   |
|  |                                |
|  | 신열대구 및 일부 신북구 분류군 |
|  |                                |

|  | 대부분의 신북구 분류군                                                                          |
|  |                                                                                                 |
|  | \| \| 브란트박쥐, 우수리윗수염박쥐 \| \| \| \| \| \| 신열대구 및 일부 신북구 분류군 \| \| \| \| |
|  |                                                                                                 |
|  | 브란트박쥐, 우수리윗수염박쥐                                                                    |
|  |                                                                                                 |
|  | 신열대구 및 일부 신북구 분류군                                                                  |
|  |                                                                                                 |

|  | 브란트박쥐, 우수리윗수염박쥐   |
|  |                                |
|  | 신열대구 및 일부 신북구 분류군 |
|  |                                |

|  | 톰스윗수염박쥐, 무핑윗수염박쥐 |
|  |                                |
|  | 넓은주둥이윗수염박쥐           |
|  |                                |

|  | 대부분의 신북구 분류군                                                                          |
|  |                                                                                                 |
|  | \| \| 브란트박쥐, 우수리윗수염박쥐 \| \| \| \| \| \| 신열대구 및 일부 신북구 분류군 \| \| \| \| |
|  |                                                                                                 |
|  | 브란트박쥐, 우수리윗수염박쥐                                                                    |
|  |                                                                                                 |
|  | 신열대구 및 일부 신북구 분류군                                                                  |
|  |                                                                                                 |

|  | 브란트박쥐, 우수리윗수염박쥐   |
|  |                                |
|  | 신열대구 및 일부 신북구 분류군 |
|  |                                |

|  | 대부분의 신북구 분류군                                                                          |
|  |                                                                                                 |
|  | \| \| 브란트박쥐, 우수리윗수염박쥐 \| \| \| \| \| \| 신열대구 및 일부 신북구 분류군 \| \| \| \| |
|  |                                                                                                 |
|  | 브란트박쥐, 우수리윗수염박쥐                                                                    |
|  |                                                                                                 |
|  | 신열대구 및 일부 신북구 분류군                                                                  |
|  |                                                                                                 |

|  | 브란트박쥐, 우수리윗수염박쥐   |
|  |                                |
|  | 신열대구 및 일부 신북구 분류군 |
|  |                                |